# Tinamou orné
Nothoprocta ornata
Espèce
Statut de conservation UICN

 LC  : Préoccupation mineure
Le Tinamou orné (Nothoprocta ornata) est une espèce d'oiseaux de la famille des Tinamidae.

## Répartition et sous-espèces
Selon la classification de référence du Congrès ornithologique international (15.1, 2025) il se répartit en sept sous-espèces (ordre phylogénique) :
- Nothoprocta ornata branickii Taczanowski, 1875 — centre du Pérou ;
- Nothoprocta ornata ornata (Gray, GR, 1867) — sud du Pérou, ouest de la Bolivie et nord du Chili ;
- Nothoprocta ornata rostrata Berlepsch, 1907 — sud de la Bolivie et nord-ouest de l'Argentine.